# 非リボソームペプチド
非リボソームペプチド（ひリボソームペプチド、英：Nonribosomal peptide(s)）は細菌や真菌など微生物の二次代謝産物の中で、リボソームを経由せずに合成されるペプチドを指す。NRP(s)と略記される。裸鰓類のような高等生物もNRPを作り出していることが知られているが、それも生体表面や内部に住み着いた微生物によるものではないかと考えられている。
リボソームで合成されるポリペプチドとは異なり、非リボソームペプチド合成酵素（ひリボソームペプチドごうせいこうそ、英：Nonribosomal peptide synthetase(s)）によりアミノ酸から合成される。この酵素はNRPS(s)と略記される。NRPSはモジュール式の分子組み立て工場のモデルで説明されることが多い。mRNAを設計図としてペプチド鎖を合成するリボソームとは異なり、NRPSには設計図がなく各NRPSにより合成できる分子もあらかじめ決まっている。非リボソームペプチドはリボソームペプチドより非常に多様な分子構造を持っており、様々なNRPSにより合成される。
NRPは環状構造もしくは枝状構造を取ることも多く、コドンにコードされていないアミノ酸（D-アミノ酸や、N,O,S-メチル化、N-ホルミル化、グリコシル化、アシル化、ハロゲン化、ヒドロキシル化などの修飾を受けたアミノ酸）を含むことも多い。同じ配列のペプチドが二量体、三量体となりNRPを形成することも多い。ペプチド鎖が環化されることもあり、オキサゾリンやチアゾリンといった酸化還元可能な分子も合成される。また時には脱水素化も行われ、セリンからデヒドロアラニンが合成される。これらはほんの一例であり、他にもNRPSにより多様な反応・合成が触媒されている。
非リボソームペプチドは高い多様性を持った構造の分子であり、自然界にも生理学的活性や薬理学的特性を持つ分子として広く存在している。毒性を持つものが多く、親鉄性を持つものや、着色しているものもある。このうち一部は抗生物質、細胞増殖抑制剤、免疫抑制剤として利用されている。

## 生合成
非リボソームペプチドは一つの、あるいは複数のNRPSにより合成される。通常NRPSを発現する遺伝子は、それぞれのNRPを生合成するための遺伝子クラスタ中にコードされている。NRPSは1つのアミノ酸導入に対して、1つのモジュールと呼ばれるブロックにより構成されている。それぞれのNRPSは1つまたは複数のモジュールによって構成され、NRPS同士は酵素の端に位置するCOMドメインによって前後のNRPSを認識している。それぞれのモジュールは、ドメインと呼ばれるNRP合成に必要な様々な役割を持つ部位の集合体により成立しており、約15個のアミノ酸によりドメイン同士が繋がっている。
NRPの生合成の仕組みは、ポリケチドや脂肪酸の生合成と類似した部分を持っている。このためNRPSの中にはポリケチド合成酵素（PKS）のモジュールを含むものもあり、アセテートやプロピオネートがペプチド鎖に挿入される。

### モジュール
非リボソームペプチド合成酵素は、以下のモジュールの組み合わせにより構成されている。このうち終結モジュールは各酵素につきそれぞれ1つ、開始モジュールと伸長モジュールは基本的に合成されるペプチド残基の数だけ存在している。右側には各モジュールの主な構成ドメイン要素を示している。
- 開始モジュール：[F/NMe]-A-PCP-
- 伸長モジュール：-(C/Cy)-[NMe]-A-PCP-[E]-
- 終結モジュール：-(TE/R)

N末端からC末端へ伸長する。[]で表される要素は任意、()で表される要素はどちらか一方しか存在しない。

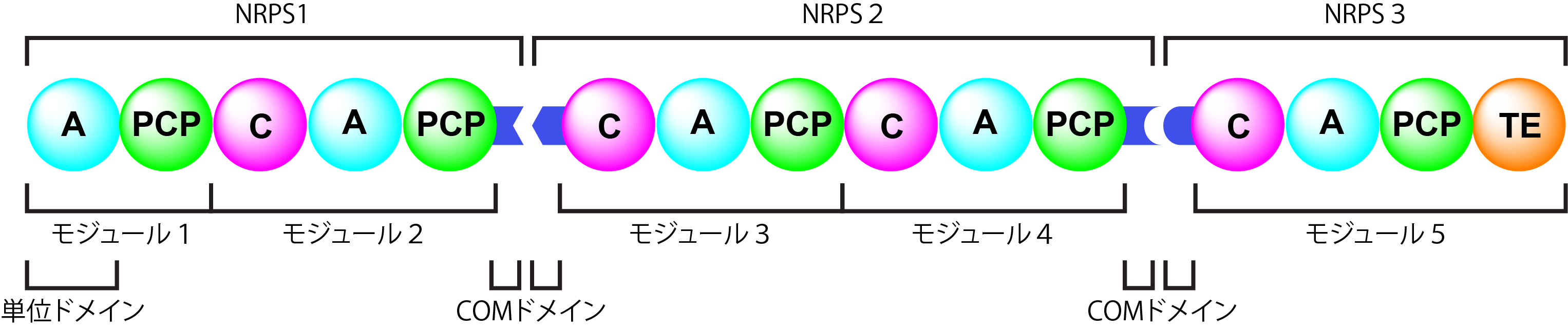
NRPSの基本的な構造の例

#### ドメイン

##### 必須
- A：アデニル化部位
- PCP（T）：チオエステル化及びペプチド移動部位（4'-ホスホパンテテインを含む）
- C：縮合部位（アミノ結合形成部位）
- TE：チオエステル分解酵素による終結部位

##### 任意
- F：ホルミル化部位
- Cy：環化部位（チアゾリン・オキサゾリン形成部位）
- Ox：酸化部位（チアゾリン・オキサゾリン→チアゾール・オキサゾール）
- Red：還元部位（チアゾリン・オキサゾリン→チアゾリジン・オキサゾリジン）
- E：エピマー化部位（L－アミノ酸→D－アミノ酸）
- MT：メチル化部位（N-、O-、S-メチルトランスフェラーゼ）
- R：末端還元部位（チオエステル→アルデヒド・アルコール）

これら以外にも種々のドメインが発見されている。

##### その他
- タイプII TEドメイン：誤ったアミノ酸をPCPドメインから切り離す。
- COMドメイン：NRPS同士の相互作用に寄与。
- MbtH様タンパク質：Aドメインの安定性・活性に寄与。

#### 開始段階
まずAドメインでアミノ酸のカルボン酸がATPにより活性化され、アミノアシルAMPが合成される。続いてPCPドメインにより、同じくPCPドメインに翻訳後修飾（下記参照）されている4-ホスホパンテテインのチオール部位とアミノアシルAMPとがチオエステルを形成し、アミノ酸がPCPドメインに結合する。このときFドメインやMTドメインを間に挟むと、アミノ基にホルミル基やメチル基が導入された修飾アミノ酸が導入される。またAドメインによっては活性にMbtH様タンパク質との相互作用が必要とされる。

#### 伸長段階
各伸長モジュールにつき、アミノ酸が1つ付加し鎖が伸長する。前モジュールまでに伸長されてきたペプチド鎖のチオエステルと、当該モジュールのPCP部位に結合したアミノ酸のアミノ基とが、Cドメイン上で反応しアミド結合が形成される。これによりペプチド鎖が隣のモジュールのPCPドメイン上に移動する。
CドメインがCyドメインに置き換わることがある。Cyドメインはアミド結合形成に加えてセリン、トレオニン、システインといったアミノ酸側鎖をアミド結合を形成している窒素原子と反応させ、オキサゾリジンやチアゾリジン骨格を導入するといった役割を持つ。ここにEドメインが挿入されると、L-アミノ酸の立体配置を逆転（エピマー化）させD-アミノ酸が合成され、鎖の伸長に用いられる。

#### 終結段階
チオエステル分解部位であるTEドメインは、伸長してきたペプチド鎖とPCPドメイン間のチオエステルを解離させ、ペプチド鎖を切り出す。その際にラクタムやラクトンの形成に伴い環状分子を生成するTEドメインも多い。TEドメインの代わりにRドメインが用いられる場合は、チオエステルが還元され末端がアルデヒドやアルコールとなることで切り出される。

#### 修飾
生成したペプチドはグリコシル化、アシル化、ハロゲン化、ヒドロキシル化などの修飾を受けることが多い。これらの修飾酵素は通常NRPSと複合体を作り、同じオペロンや遺伝子クラスタにコードされている。

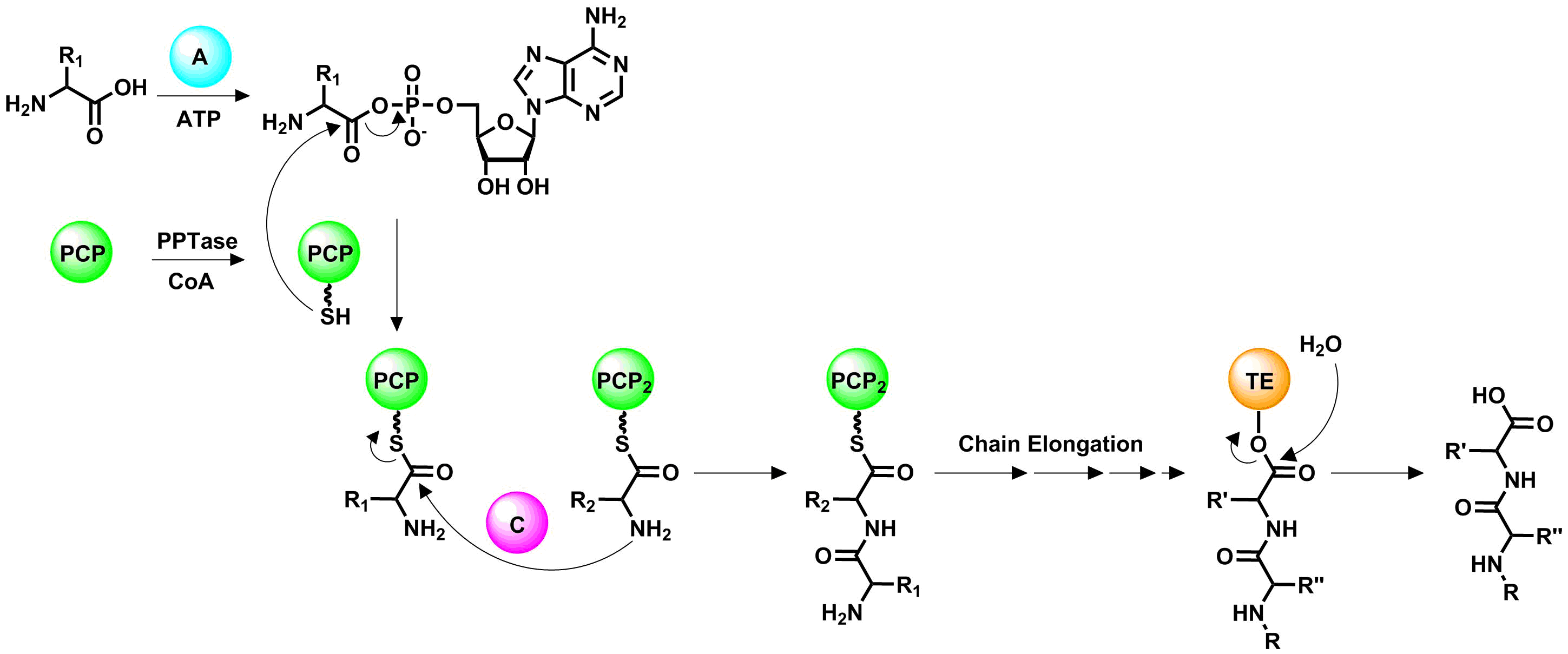
NRPS（必須ドメイン）の一般的な触媒反応機構

## 酵素活性の調節
PCPドメインの活性には翻訳後修飾が必要とされている。4-ホスホパンテテイニルトランスフェラーゼ（PPTase）に触媒されることで、補酵素A（コエンザイムA）のパンテテイン基がPCPドメインの活性部位に位置するセリンへと付加されることで、PCPドメインは長く柔軟で端にチオールを持つ「腕」を得る。

## 基質特異性
多くのドメインは基質特異性が非常に緩く、Aドメインでアミノ酸配列を決定しているだけである。すなわちAドメインがリボソームペプチド合成のコドンに相当する部位に当たる。ただしCドメインは同一モジュール内のドメインによっては高い特異性を示す場合がある。誤ったアミノ酸がAドメインに活性化されPCPドメインへと結合した場合、タイプII TEドメインの触媒する加水分解によって、PCPドメインは何も結合していない状態へと戻される。

## ポリケチドとの関連
ポリケチド合成酵素（英：polyketide synthetases、PKS）とNRPSは似ているため、NRPとポリケチド（PK）とが融合した構造の二次代謝産物も多数存在する。これはNRPSモジュールとPKSモジュールとが連続できることを意味している。両酵素のPCPドメイン（PKSではACPドメイン）の構造が似ているために連続反応が可能なのであるが、縮合機構は全く異なる。

## 例
- 抗生物質
  - バシトラシン
  - バンコマイシン
  - チロシジン (en)
  - グラミシジン
  - ダプトマイシン
- 抗生物質前駆体
  - ACV-トリペプチド
- 細胞増殖抑制剤
  - エポシロン (en)
  - ブレオマイシン (en)
- 免疫抑制剤
  - シクロスポリン (en)
- 親鉄剤
  - エンテロバクチン (en)
- 色素
- 毒
  - ミクロシスチン (en)
  - ノジュラリン (en)
  - シアノトキシン (en)
  - α-アマニチン